# Тибо, Жорж
Жорж Тибо (фр. Georges Thibaud; 7 августа 1840, Ангулем — 9 января 1914, Бордо) — французский скрипач и музыкальный педагог.
Окончил Парижскую консерваторию, ученик Дельфена Аляра и Шарля Ламурё. В 1859—1862 гг. первая скрипка Театра итальянской оперы в Париже. Затем обосновался в Бордо, в 1862—1871 гг. первая скрипка в оркестре Большого театра.
В дальнейшем посвятил себя педагогической карьере. Наибольшим успехом Тибо как музыкального педагога были его сыновья: пианисты Альфонс и Жозеф, виолончелист Франсис, скрипачи Ипполит (1862—1890) и Жак.